# Restaurant Selva Negra Catalana
El Restaurant Selva Negra Catalana és una obra de Vallirana (Baix Llobregat) inclosa a l'Inventari del Patrimoni Arquitectònic de Catalunya.

## Descripció
Es tracta d'una masia formada de diferents construccions edificades al costat de la riera, feta de pedra (arrebossada) i amb cobertes a dues vessants. Posteriorment se li van afegir altres cossos. A inicis de segle o dins el primer quart, la façana d'un dels edificis es va transformar en estil noucentista formant, a la part de la façana principal, una mena d'esglaonat que forma una mena d'arcs cecs. Sembla que posteriorment va ser reformada i que se li van afegir una torre i unes fustes remarcant la façana amb diversos rectangles que fins i tot ressegueixen les finestres i que li donen a la construcció un accent centreeuropeu.

## Història
Reformada a inicis de segle i posteriorment.